# Periodikum
Periodikum (flertal: periodika) er en publikation der udkommer i flere på hinanden følgende dele nummereret eller med kronologiske betegnelser. Publikationen er ikke stilet mod en afslutning.
Periodika omfatter:
- aviser – nyheder om aktuelle begivenheder af interesse for en bred læserkreds. Udkommer dateret og/eller nummereret, ofte hyppigere end én gang ugentligt, fx som dagblad.
- magasiner – ugeblade, søndagstillæg og lignende tidsskrifter fortrinsvis med populariseret indhold
- tidsskrifter – udkommer sædvanligvis som hæfter nummereret inden for en årgang.
- årspublikationer – publikation med samme titel og emne, der udgives i opdateret for årligt
- serier – selvstændige publikationer med hver sin titel, men med en fælles serietitel